# Romeiro
Romeiro, właśc. José Romeiro Cardoso Neto (ur. 3 lipca 1933 w Valençy, zm. 4 stycznia 2008 w São Paulo) – brazylijski piłkarz.

## Kariera klubowa
Romeiro występował w Américe Rio de Janeiro w 1953. W 1958 przeniósł się do SE Palmeiras. Z Palmeiras zdobył mistrzostwo stanu São Paulo – Campeonato Paulista w 1959 oraz Taça Brasil 1960. Karierę zakończył w kolumbijskim Millonarios FC w 1964.

## Kariera reprezentacyjna
W reprezentacji Brazylii Romeiro zadebiutował 12 czerwca 1956 w wygranym 2:0 meczu z reprezentacją Paragwaju, którego stawką było Copa Oswaldo Cruz 1956. Drugi i ostatni raz w reprezentacji wystąpił 17 czerwca 1956 w wygranym 5:2 w rewanżowym meczu z Paragwajem.